# Église Saint-Nicolas de Miklavž pri Ormožu
L'église Saint-Nicolas (slovène : cerkev sv. Miklavža) est un édifice religieux catholique situé à Miklavž pri Ormožu (sl) (commune d'Ormož), en Slovénie.

## Histoire
L'église est édifiée entre 1683 et 1692 et est attribué au maître J. Schmerleib.